# 千里中央駅
千里中央駅（せんりちゅうおうえき）は、大阪府豊中市新千里東町一丁目にある、北大阪急行電鉄・大阪モノレールの駅。

## 概要
千里ニュータウンの中心に位置し、北大阪急行南北線（駅番号はM08）と大阪モノレール本線（駅番号は15）が乗り入れている。
当駅からは、乗り換えなしで大阪空港駅（大阪国際空港）や新大阪駅（東海道・山陽新幹線）、キタ（梅田）、船場（淀屋橋・本町）、ミナミ（心斎橋・難波）、新世界、天王寺・阿倍野エリアへのアクセスが可能なほか、大阪空港駅と新大阪駅へはどちらも所要時間が15分以内である。
当駅が所在する豊中市だけでなく、吹田市など近隣他市から多数のバスが乗り入れていることもあり、北摂地域の中核を担う駅の1つとなっている。
大阪の近郊、また地元では略して「千中」（せんちゅう）と呼ばれる。

## 歴史
北大阪急行電鉄の駅は建設計画当初、「上新田駅」の仮称が用いられていた。1969年11月に千里中央駅へ改称。

### 年表
- 1970年（昭和45年）
  - 2月24日：北大阪急行の駅が南北線・会場線の江坂駅 - 万国博中央口駅間の開通と同時に仮設駅で開業。
  - 9月14日：会場線の廃止に伴い、仮設駅が廃止されて現在の駅が正式開業[3]。終着駅となる。
- 1985年（昭和60年）6月24日：北大阪急行の駅に自動改札機を設置[4]。
- 1987年（昭和62年）2月26日：北大阪急行の駅ホームを9両編成に対応する延伸工事が完了[4]
- 1990年（平成2年）6月1日：大阪高速鉄道（現：大阪モノレール）の駅が大阪モノレール本線の当駅 - 南茨木駅間の開通と同時に開業[5][6]。当初は終着駅であった[6]。
- 1994年（平成6年）9月30日：大阪モノレールが当駅から柴原（現：柴原阪大前）駅まで路線延伸、途中駅となる[5][7]。
- 1995年（平成7年）7月30日：北大阪急行の駅にエレベーターを新設[8]。
- 2017年（平成29年）9月9日：北大阪急行の駅で可動式ホーム柵の使用を開始[9]。
- 2019年（平成31年）3月21日：大阪モノレールの駅で可動式ホーム柵の使用を開始[10]。
- 2020年（令和2年）6月1日：大阪高速鉄道が大阪モノレールに社名変更[11]、同社の駅となる。
- 2021年（令和3年）9月30日：北大阪急行の定期券売り場が営業を終了[12]。
- 2024年（令和6年）3月23日：北大阪急行が当駅から箕面萱野駅まで路線延伸、再び途中駅となる[13][14]。

## 北大阪急行電鉄
長さ197.13 mの島式ホーム1面2線を有する地下駅。駅長が配置されている。ホームは掘割で改札階の天井まで吹き抜けになっており、改札はホームから上がった所に設置されている。そこに飲食店などが吹き抜けを取り囲むように配置されている。ホーム内にトイレがある。
第2回近畿の駅百選選定駅でもある。　

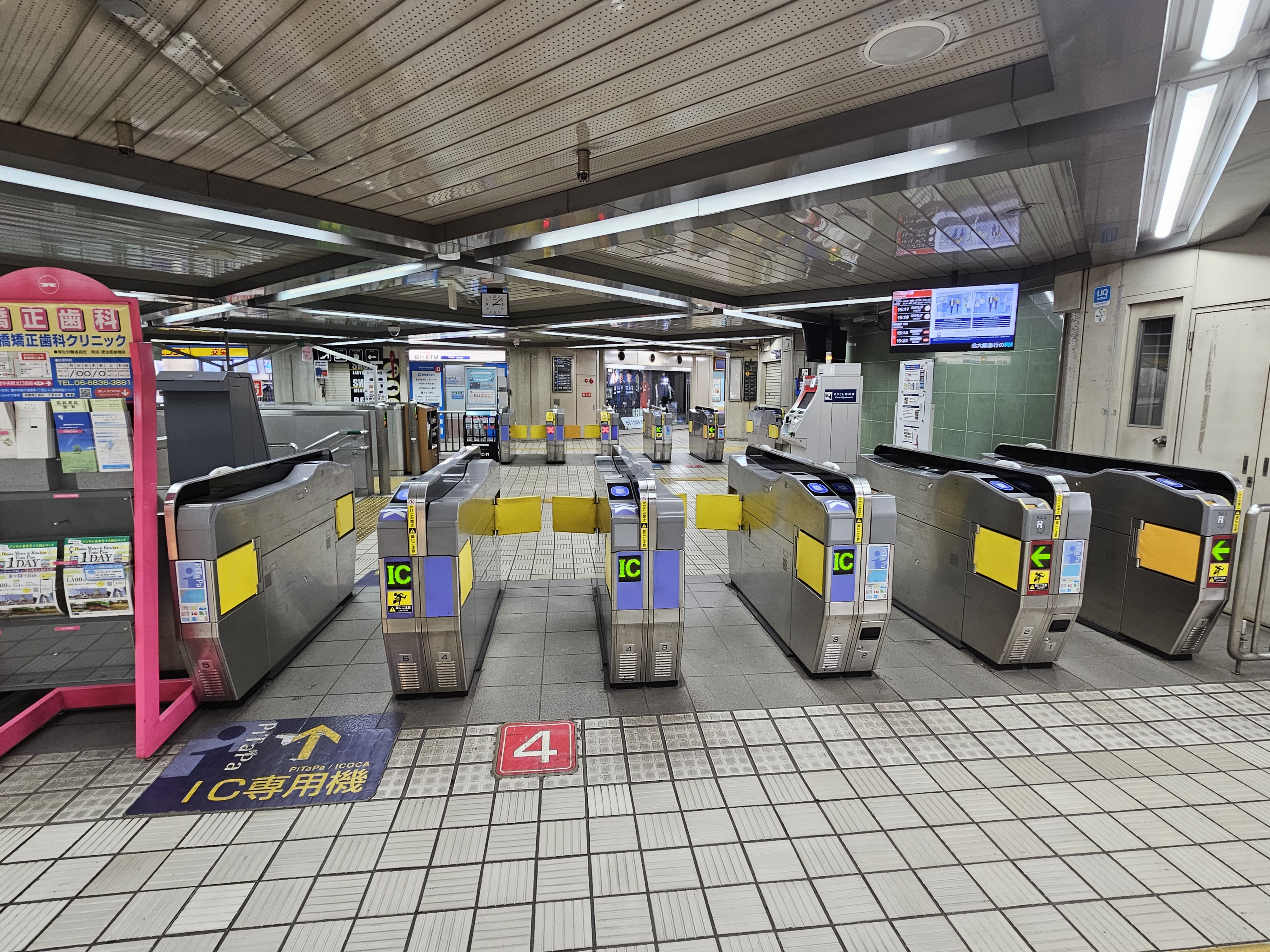
中央北改札口（2025年3月）

### のりば

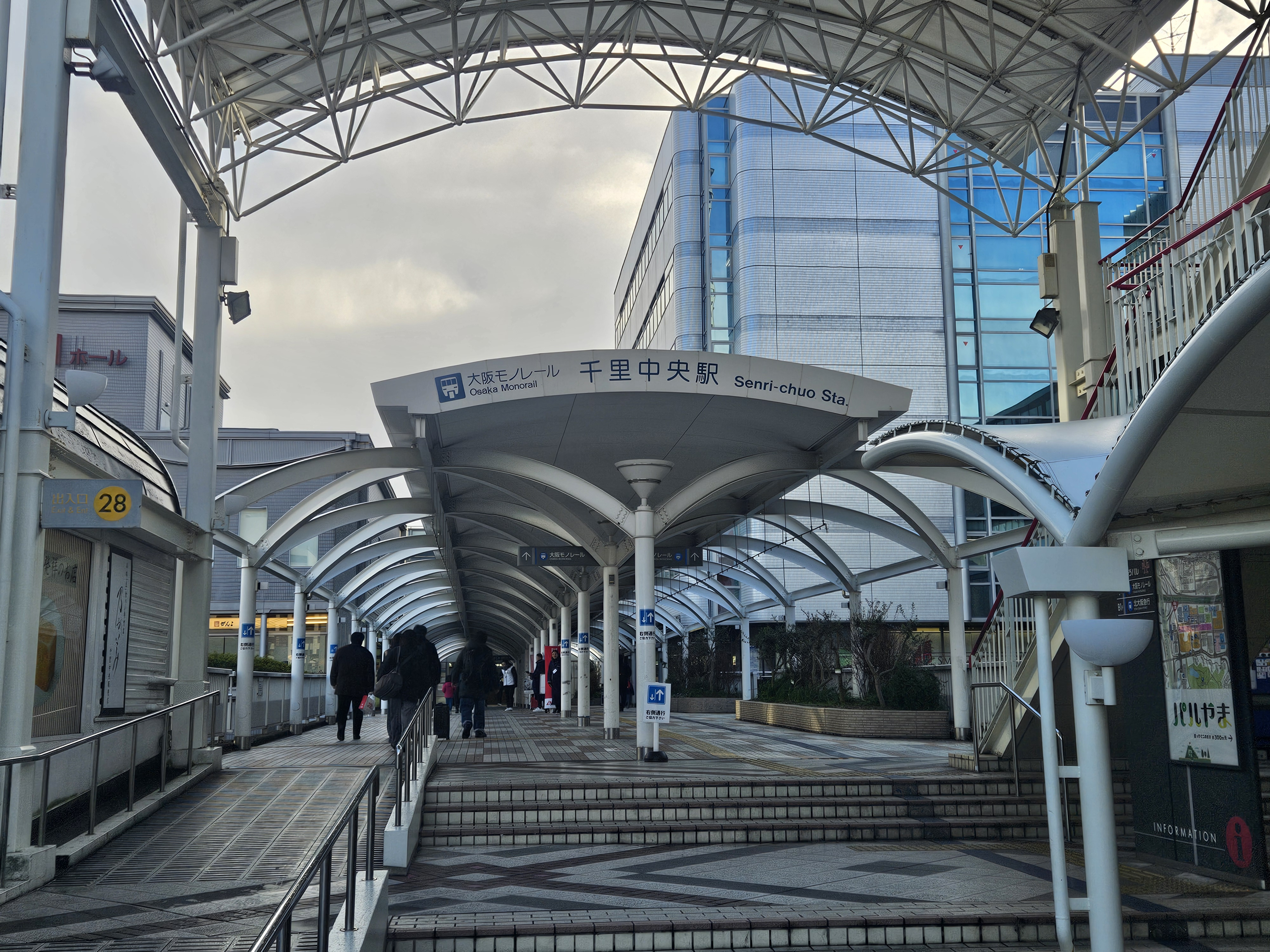
駅入口（2025年2月）

| 番線 | 路線   | 行先         |
| ---- | ------ | ------------ |
| 1    | 南北線 | なかもず方面 |
| 2    | 南北線 | 箕面萱野方面 |

### 仮設駅
当駅は、日本万国博覧会のアクセス路線として万国博中央口駅まで開業した北大阪急行電鉄の駅として開業したが、当時は仮設駅として千里阪急ホテル前付近の大阪中央環状線内側、現在の中国自動車道上り車線の敷地にあった。最大幅員3.3 m、有効長160 mの2面2線の相対式ホームが隧道坑口すぐの地上1階に設置され、地上2階に橋上駅舎が簡易に設けられ、そのまま大阪中央環状線と中国自動車道を跨ぐ北新田橋の歩道部分につながっていた。万博終了後、会場線分岐点から万国博中央口までの間が廃止され、現在の駅が開業したが、現在の駅は万博開幕前にすでに完成しており、線路が付け替えられて現在の駅が開業した。
なお、仮設駅の跡には中国自動車道が通っており、坑口は埋められ、北新田橋からの連絡箇所は撤去された。北新田橋の歩道部分には今も駅舎が接続していた痕跡が残っている。また、桃山台駅方面から地下トンネルに入ってすぐ右側に、万国博中央口駅へと続いていたかつての会場線のトンネルが今でも車窓から見ることができる。

## 大阪モノレール
島式ホーム1面2線を有する高架駅。改札横には定期券売場がある。改札前には直営コンビニエンスストアである「生活彩家 モノウェル」があったが、現在ではセブンイレブンに変わっている。
また、改札内には「モノギャラリー」があり、列車を利用せずに「モノギャラリー」の展示のみを観覧したい場合は、改札係員に申し出ることにより無料で改札内に入場できる。
駅の西側には引き上げ線がある。2005年秋のダイヤ改正以降当駅を始発・終着とする定期列車は設定されていなかったが、2007年春のダイヤ改正から彩都線直通列車のみ当駅の引き上げ線で折り返している。なお、行楽シーズンには臨時列車が当駅 - 門真市駅間および当駅 - 彩都西駅間に設定されることがあるが、これも当駅の引き上げ線を使用する。2014年3月のダイヤ改正で平日のみ当駅始発門真市ゆきの便が1本、定期便として設定されたが2017年のダイヤ改正で平日のこの定期便は廃止された。一方で休日ダイヤでは、16時台から18時台にかけて当駅始発門真市ゆきの便が8本設定されている。
2019年3月21日には、大阪モノレールの駅では初となるホームドア（可動式ホーム柵）が設置された。また、それにより自動放送が変わっている。

### のりば
| ホーム | 路線                      | 行先               |
| ------ | ------------------------- | ------------------ |
| 1      | ■本線（一部は彩都線直通） | 門真市・彩都西方面 |
| 2      | ■本線（一部は彩都線直通） | 大阪空港方面       |

- 駅入口（2025年2月）

## 利用状況
北大阪急行・大阪モノレールともに自社線内で最高の数値を記録している。また二社の合計乗降員数は11万人を超え、豊中市内では最多となる。
「大阪府統計年鑑」によると、各年次の1日の乗降人員数は下表の通りである。

### 北大阪急行
2024年のある特定日における1日の乗降人員は69,342人（乗車人員：34,838人、降車人員：34,504人）である。箕面萱野への延伸開業により、新規開業した2駅に1万人以上がシフトしている。
| 年次               | 調査日   | 乗降人員 | 乗車人員 | 出典          |
| ------------------ | -------- | -------- | -------- | ------------- |
| 1986年（昭和61年） |          | 86,251   | 44,512   | [ 大阪府 1 ]  |
| 1987年（昭和62年） |          | 81,853   | 42,201   | [ 大阪府 2 ]  |
| 1988年（昭和63年） |          | 94,789   | 48,745   | [ 大阪府 3 ]  |
| 1989年（平成元年） |          | 89,813   | 45,494   | [ 大阪府 4 ]  |
| 1990年（平成02年） |          | 86,792   | 44,874   | [ 大阪府 5 ]  |
| 1991年（平成03年） | -        | -        | -        | [ 大阪府 6 ]  |
| 1992年（平成04年） |          | 102,533  | 52,533   | [ 大阪府 7 ]  |
| 1993年（平成05年） |          | 105,125  | 53,505   | [ 大阪府 8 ]  |
| 1994年（平成06年） |          | 102,682  | 52,287   | [ 大阪府 9 ]  |
| 1995年（平成07年） |          | 94,915   | 48,179   | [ 大阪府 10 ] |
| 1996年（平成08年） |          | 102,032  | 52,337   | [ 大阪府 11 ] |
| 1997年（平成09年） | 11月11日 | 102,032  | 52,337   | [ 大阪府 12 ] |
| 1998年（平成10年） | 11月10日 | 97,589   | 50,328   | [ 大阪府 13 ] |
| 1999年（平成11年） | 11月09日 | 95,511   | 48,875   | [ 大阪府 14 ] |
| 2000年（平成12年） | 11月07日 | 96,310   | 49,266   | [ 大阪府 15 ] |
| 2001年（平成13年） | 11月13日 | 92,977   | 47,429   | [ 大阪府 16 ] |
| 2002年（平成14年） | 11月12日 | 90,454   | 46,144   | [ 大阪府 17 ] |
| 2003年（平成15年） | 11月11日 | 86,554   | 44,312   | [ 大阪府 18 ] |
| 2004年（平成16年） | 11月09日 | 87,855   | 44,888   | [ 大阪府 19 ] |
| 2005年（平成17年） | 11月08日 | 88,040   | 44,944   | [ 大阪府 20 ] |
| 2006年（平成18年） | 11月07日 | 88,333   | 45,256   | [ 大阪府 21 ] |
| 2007年（平成19年） | 11月13日 | 88,051   | 45,189   | [ 大阪府 22 ] |
| 2008年（平成20年） | 11月11日 | 89,416   | 45,566   | [ 大阪府 23 ] |
| 2009年（平成21年） | 11月10日 | 85,988   | 43,830   | [ 大阪府 24 ] |
| 2010年（平成22年） | 11月09日 | 85,403   | 43,372   | [ 大阪府 25 ] |
| 2011年（平成23年） | 11月08日 | 86,677   | 44,104   | [ 大阪府 26 ] |
| 2012年（平成24年） | 11月13日 | 87,834   | 44,725   | [ 大阪府 27 ] |
| 2013年（平成25年） | 11月12日 | 91,240   | 46,274   | [ 大阪府 28 ] |
| 2014年（平成26年） | 11月11日 | 89,987   | 45,727   | [ 大阪府 29 ] |
| 2015年（平成27年） | 11月10日 | 90,866   | 47,074   | [ 大阪府 30 ] |
| 2016年（平成28年） | 11月08日 | 90,734   | 46,216   | [ 大阪府 31 ] |
| 2017年（平成29年） | 11月14日 | 89,895   | 45,832   | [ 大阪府 32 ] |
| 2018年（平成30年） | 11月13日 | 91,536   | 46,624   | [ 大阪府 33 ] |
| 2019年（令和元年） | 11月12日 | 91,157   | 46,413   | [ 大阪府 34 ] |
| 2020年（令和02年） | 11月10日 | 75,218   | 38,037   | [ 大阪府 35 ] |
| 2021年（令和03年） | 11月09日 | 72,492   | 36,881   | [ 大阪府 36 ] |
| 2022年（令和04年） | 11月08日 | 76,572   | 39,027   | [ 大阪府 37 ] |
| 2023年（令和05年） | 11月07日 | 80,313   | 39,420   | [ 大阪府 38 ] |
| 2024年（令和06年） | 11月12日 | 69,342   | 34,838   | [ 統計 1 ]    |

### 大阪モノレール
2023年次の1日平均乗降人員は38,939人である。また、2023年度の1日平均乗車人員は19,203人である。
| 年次               | 乗降人員 | 乗車人員 | 出典          |
| ------------------ | -------- | -------- | ------------- |
| 1991年（平成03年） | 10,940   | 5,335    | [ 大阪府 6 ]  |
| 1992年（平成04年） | 14,375   | 7,080    | [ 大阪府 7 ]  |
| 1993年（平成05年） | 15,271   | 7,514    | [ 大阪府 8 ]  |
| 1994年（平成06年） | 15,889   | 7,772    | [ 大阪府 9 ]  |
| 1995年（平成07年） | 18,602   | 9,020    | [ 大阪府 10 ] |
| 1996年（平成08年） | 19,423   | 9,441    | [ 大阪府 11 ] |
| 1997年（平成09年） | 27,222   | 13,351   | [ 大阪府 12 ] |
| 1998年（平成10年） | 27,981   | 13,735   | [ 大阪府 13 ] |
| 1999年（平成11年） | 27,881   | 13,708   | [ 大阪府 14 ] |
| 2000年（平成12年） | 28,301   | 14,120   | [ 大阪府 15 ] |
| 2001年（平成13年） | 27,230   | 13,652   | [ 大阪府 16 ] |
| 2002年（平成14年） | 27,951   | 14,092   | [ 大阪府 17 ] |
| 2003年（平成15年） | 27,622   | 13,890   | [ 大阪府 18 ] |
| 2004年（平成16年） | 27,821   | 13,910   | [ 大阪府 19 ] |
| 2005年（平成17年） | 29,077   | 14,622   | [ 大阪府 20 ] |
| 2006年（平成18年） | 29,880   | 14,959   | [ 大阪府 21 ] |
| 2007年（平成19年） | 31,673   | 15,969   | [ 大阪府 22 ] |
| 2008年（平成20年） | 32,573   | 16,378   | [ 大阪府 23 ] |
| 2009年（平成21年） | 32,335   | 16,213   | [ 大阪府 24 ] |
| 2010年（平成22年） | 32,715   | 16,386   | [ 大阪府 25 ] |
| 2011年（平成23年） | 32,860   | 16,441   | [ 大阪府 26 ] |
| 2012年（平成24年） | 33,891   | 16,959   | [ 大阪府 27 ] |
| 2013年（平成25年） | 34,821   | 17,297   | [ 大阪府 28 ] |
| 2014年（平成26年） | 36,132   | 17,933   | [ 大阪府 29 ] |
| 2015年（平成27年） | 38,553   | 19,028   | [ 大阪府 30 ] |
| 2016年（平成28年） | 42,773   | 21,116   | [ 大阪府 31 ] |
| 2017年（平成29年） | 41,674   | 20,539   | [ 大阪府 32 ] |
| 2018年（平成30年） | 41,817   | 20,643   | [ 大阪府 33 ] |
| 2019年（令和元年） | 42,970   | 21,186   | [ 大阪府 34 ] |
| 2020年（令和02年） | 32,482   | 16,069   | [ 大阪府 35 ] |
| 2021年（令和03年） | 31,810   | 15,628   | [ 大阪府 36 ] |
| 2022年（令和04年） | 35,596   | 17,418   | [ 大阪府 37 ] |
| 2023年（令和05年） | 38,939   | 19,055   | [ 大阪府 38 ] |

## 駅周辺
戦後経済復興の中心的役割を担った。千里ニュータウンと豊中市の両方にとって最大のショッピングセンターでもある。また、現在ではさらに開発が進められており、高層マンションや高層ビルなどの建設が続いている。
大阪大都市圏の副都心の一角を担っている。
2016年、阪急阪神東宝グループの阪急阪神不動産は、千里中央地区の再開発に向けて動き始めた。

### 立地
千里ニュータウンの中心地として開発が進められた街。南北方向には新御堂筋（国道423号）が走り、東西方向には大阪府道2号大阪中央環状線が走り、この十字型に交差する部分を千里インターチェンジという（高速道路のジャンクションと同等の形状・機能となっている）。当駅は、この十字型から見て、北東部分に位置している。

### せんちゅうパル
北大阪急行千里中央駅の駅ビル。主要テナントは以下の通り。
- ミスタードーナツ
- ローソン
- まるしげ
- ロッテリア
- マクドナルド
- ザ・ダイソー
- カーブス
- 靴下屋
- 白木屋
- 千里中央駅前郵便局
- CHIYODA千里中央店
- 乃が美
- ファミリーマート

### 主な施設一覧
- パナソニック ホームズ 本社
- 大正製薬 大阪支店
- セイコーインスツル株式会社 大阪支店
- 損害保険ジャパン千里ビル
- 住友商事千里ビル
- 千里東京海上日動ビル
- 三井住友信託銀行千里ビル
- りそな千里ビル
- 千里ライフサイエンスセンター
  - 千里ニュータウンFM放送
- 阪急千里中央ビル
- 千里朝日阪急ビル
  - 三井住友銀行 千里中央支店・千里中央ローンプラザ・東豊中支店・少路支店
- 千里阪急
- 千里阪急ホテル
- シエリアタワー千里中央
- ザ・千里タワー
  - 阪急オアシス 千里中央店
- ヤマダデンキ LABI LIFE SELECT 千里
- イオンSENRITO専門館
- SENRITOよみうり[27]
- ジェット（旧・SSOK）
- 豊中市役所 新千里出張所
- 豊中市立千里図書館
- 千里中央駅前郵便局
- 千里中央公園
- 千里中央病院
- 関西メディカル病院

## バス路線

### 阪急バス
阪急バス最大のバスターミナルを擁する。停留所名は「千里中央」。
北急駅西側のロータリーには1〜3のりばがあり、豊中市内線が発着する。ロータリー内側には11のりばがあるが、ここから発着する路線は2024年の北急線の箕面萱野駅延伸によってバス路線が再編されたことにより全て同駅前ロータリーからの発車となった。
3のりばの角を左に曲がった先に4〜9のりばが並ぶ。10のりばはこれらののりばの南東側、新千里2号線上に位置し、以前は大阪空港交通と阪神バスが運行する関西国際空港行リムジンバスが早朝に1便発車していた。
12のりばは他ののりばから大きく北側に離れた千里中央病院前に位置する。ニューム・ジェット行きシャトルバスのりばが隣接している。
4・5のりばは路線・系統によって乗車列が分けられている。
| のりば | 路線名             | 担当 | 系統・行先                                | 備考                                                           | 列 |
| ------ | ------------------ | ---- | ----------------------------------------- | -------------------------------------------------------------- | -- |
| 1      | 豊中市内線         | 千里 | 45系統：阪急豊中駅→20系統直通             | 日中以外は阪急豊中駅止まり。東豊中経由                         | -  |
| 1      | 豊中市内線         | 千里 | 49系統：阪急豊中駅                        | 上野坂一丁目経由                                               | -  |
| 2      | 豊中市内線         | 千里 | 40系統：阪急豊中駅/柴原                   | 一部便は柴原止まり。深夜バス多数あり                           | -  |
| 2      | 豊中市内線         | 千里 | 41系統：阪急豊中駅→25系統直通             |                                                                | -  |
| 2      | 豊中市内線         | 千里 | 43系統：阪急豊中駅→30系統直通             |                                                                | -  |
| 2      | 豊中市内線         | 千里 | 44系統：阪急豊中駅→20系統直通             |                                                                | -  |
| 2      | 豊中市内線         | 千里 | 46系統：阪急豊中駅                        | 柴原経由、北緑丘団地は経由しない。平日朝のみ                   | -  |
| 3      | 豊中市内線         | 千里 | 47系統：阪急豊中駅/少路二丁目             | 西緑丘経由、一部便は少路二丁目止まり。平日最終便は深夜バス     | -  |
| 3      | 豊中市内線         | 千里 | 10系統：西緑丘・緑丘方面                  | 平日朝のみ                                                     | -  |
| 4      | 粟生団地線         | 豊能 | 29系統：北摂霊園/希望ヶ丘四丁目           | 特急、粟生間谷西四丁目まで降車不可。北摂霊園止まりは土休日のみ | A  |
| 4      | 千里ニュータウン線 | 千里 | 61系統：桃山台駅/千里営業所前             | 千里営業所前行きは日中のみ                                     | B  |
| 4      | 千里ニュータウン線 | 千里 | 65系統：津雲台七丁目                      | 南町二丁目経由                                                 | B  |
| 4      | 千里ニュータウン線 | 千里 | 67系統：津雲台七丁目                      | 東町センター前経由。夕方及び平日朝のみ                         | B  |
| 4      | 千里ニュータウン線 | 千里 | 68系統：佐竹台・高野台方面                | 東町センター前経由。日中のみ                                   | B  |
| 4      | 千里ニュータウン線 | 千里 | 69系統：佐竹台・高野台方面                | 南町二丁目経由。朝夕のみ                                       | B  |
| 5      | 粟生団地線         | 茨木 | 55系統：粟生団地                          | 平日最終便は深夜バス                                           | A  |
| 5      | 粟生団地線         | 茨木 | 56系統：間谷住宅                          |                                                                | A  |
| 5      | 粟生団地線         | 茨木 | 66系統：外院の里方面                      |                                                                | A  |
| 5      | 粟生団地線         | 茨木 | 58系統：粟生団地                          | 小野原西五丁目・尼谷経由                                       | B  |
| 5      | 粟生団地線         | 茨木 | 60系統：粟生団地                          | 外院の里経由                                                   | B  |
| 5      | 粟生団地線         | 茨木 | 78系統：関西学院千里国際キャンパス        | 平日朝の3本のみ                                                | B  |
| 6      | 阪大病院線         | 千里 | 164系統：阪大本部前                       | 平日朝のみ                                                     | -  |
| 6      | 阪大病院線         | 千里 | 171系統：阪大本部前・阪大歯学部病院前方面 | 平日日中のみ                                                   | -  |
| 7      | 箕面中央線         | 石橋 | 81系統：呉羽の里                          | 1日4本のみ                                                     | -  |
| 7      | 箕面中央線         | 石橋 | 82系統：井口堂                            | 日中のみ                                                       | -  |
| 8      | 千里ニュータウン線 | 千里 | 71系統：阪急北千里駅                      | 平日最終便は深夜バス                                           | -  |
| 8      | 阪大病院線         | 千里 | 72系統：阪急北千里駅・阪大本部前方面      |                                                                | -  |
| 9      | 千里ニュータウン線 | 千里 | 76系統：藤白台・古江台方面                |                                                                | -  |
| 9      | 千里ニュータウン線 | 千里 | 77系統：古江台・藤白台方面                | 平日最終便は深夜バス                                           | -  |
| 10     | 吹田市内線         | 吹田 | 4系統：JR吹田駅（南口）                   | 日中のみ。亥子谷・原町二丁目経由                               | -  |
| 10     | 吹田市内線         | 吹田 | 12系統：JR吹田駅（南口）                  | 日中のみ。山田樫切山・JR岸辺駅（北口）経由                     | -  |
| 10     | 吹田市内線         | 千里 | 18系統：JR岸辺駅（北口）/下山田           | 夕方以降に下山田止まりあり。詳細はこちら                       | -  |
| 10     | メゾン千里丘線     | 茨木 | 57系統：JR茨木駅                          |                                                                | -  |
| 12     | 小野原東線         | 茨木 | 175系統：小野原東                         | 阪急北千里駅経由。平日の最終2本は深夜バス                      | -  |
| 12     | 小野原東線         | 茨木 | 176系統：豊川駅                           |                                                                | -  |
| 12     | 小野原東線         | 茨木 | 177系統：小野原東                         | 箕面船場阪大前駅経由。朝夕のみ                                 | -  |

### 夜行高速バス
ユタカ交通を除き、いずれも0のりばから発車（1のりばのすぐ後ろに位置する）。同のりばは一般路線バスのおりばとしても使用されている。
- 横浜駅・バスターミナル東京八重洲・TDR・西船橋駅・海浜幕張行（京成バス）
- 新宿・渋谷・池袋行（アルピコ交通・京王バス）
- 富山行（富山地方鉄道・阪急観光バス）[28]
- アルペン長野号：長野行（アルピコ交通）[29]
- アルペン松本号：松本行（アルピコ交通・阪急観光バス）[30]
- 静岡・清水行（しずてつジャストライン）
- オレンジライナーえひめ号：松山・八幡浜行（伊予鉄バス・阪急観光バス）[31]
- よさこい号：高知行（とさでん交通・阪急観光バス）[32]
- 横浜・東京行（ユタカ交通）：駅北西の国道423号沿いにある。

## 隣の駅
北大阪急行電鉄
□ 南北線
箕面船場阪大前駅 (M07) - 千里中央駅 (M08) - 桃山台駅 (M09)
大阪モノレール
■本線
少路駅 (14) - 千里中央駅 (15) - 山田駅 (16)

### かつて存在した路線
北大阪急行電鉄
会場線
千里中央駅 - 万国博中央口駅

### 記事本文
1. ↑  日本万国博覧会記念協会「運営 観客輸送 場外輸送 北大阪急行電鉄（株）」『日本万国博覧会公式記録 第2巻』1972年、444-446頁。
2. ↑  北大阪急行電鉄株式会社 1994, p. 42.
3. ↑  北大阪急行電鉄株式会社 2018, p. 179.
4. 1 2  北大阪急行電鉄株式会社 2018, p. 183.
5. 1 2  曽根悟（監修） 著、朝日新聞出版分冊百科編集部 編『週刊 歴史でめぐる鉄道全路線 公営鉄道・私鉄』 30号 モノレール・新交通システム・鋼索鉄道、朝日新聞出版〈週刊朝日百科〉、2011年10月16日、9頁。
6. 1 2 3  「私鉄年表」『私鉄車両編成表 90年版』ジェー・アール・アール、1990年10月1日、165頁。ISBN 4-88283-211-9。
7. ↑  「私鉄年表」『私鉄車両編成表 '94年版』ジェー・アール・アール、1994年11月5日、187頁。ISBN 4-88283-215-1。
8. ↑  北大阪急行電鉄株式会社 2018, p. 186.
9. ↑  『〜さらに、安全、安心にご利用いただくため〜 千里中央駅1番線・2番線で「可動式ホーム柵」を使用開始します』（PDF）（プレスリリース）北大阪急行電鉄、2017年8月31日。オリジナルの2017年9月1日時点におけるアーカイブ。2020年3月30日閲覧。
10. ↑  『〜「安全」そして「安心」への取り組み〜 千里中央駅「可動式ホーム柵」の使用を開始します』（PDF）（プレスリリース）大阪高速鉄道、2019年3月14日。オリジナルの2019年3月22日時点におけるアーカイブ。2020年3月30日閲覧。
11. ↑  『社名変更について』（PDF）（プレスリリース）大阪高速鉄道、2020年5月11日。オリジナルの2020年5月23日時点におけるアーカイブ。2020年6月2日閲覧。
12. ↑  “千里中央駅定期券発売所の営業終了について”.   北大阪急行電鉄 (2021年9月17日). 2022年3月26日時点のオリジナルよりアーカイブ。2022年3月27日閲覧。
13. ↑  『北大阪急行電鉄南北線延伸線（千里中央駅～箕面萱野駅）の開業日が2024年（令和6年）3月23日（土）に決定!』（PDF）（プレスリリース）箕面市／北大阪急行電鉄、2023年8月23日。オリジナルの2024年2月17日時点におけるアーカイブ。2024年4月28日閲覧。
14. ↑  “キタとミナミが直通「絶対便利になる」北急南北線が延伸開業”. 毎日新聞 (毎日新聞社). (2024年3月24日).  オリジナルの2024年3月26日時点におけるアーカイブ。 2024年4月28日閲覧。
15. 1 2 3 4  北大阪急行電鉄株式会社 2018, p. 159.
16. ↑  北大阪急行電鉄株式会社 2018, pp. 42–43.
17. ↑  北大阪急行電鉄株式会社 2018, p. 164.
18. ↑  “千里中央駅 駅構内図”.   北大阪急行電鉄. 2024年3月23日閲覧。
19. 1 2 3  北大阪急行電鉄株式会社 2018, pp. 28–29.
20. ↑  北大阪急行電鉄株式会社 1994, p. 44.
21. ↑  北大阪急行電鉄株式会社 1994, p. 92.
22. ↑  “北大阪急行電鉄「会場線」跡を見た! 50年以上前と思えない保存状態”. マイナビニュース.  マイナビ (2024年12月17日). 2024年12月17日閲覧。
23. ↑  “千里中央駅情報”.   大阪モノレール. 2023年6月10日閲覧。
24. ↑  決算状況（2023年度）駅別旅客数（PDF）
25. ↑  千里中央地区の再開発について 記事
26. ↑  千里中央地区の再開発について PDF
27. ↑  よみうり文化センター（千里中央）再整備事業　商業施設「SENRITOよみうり」７月Ｉ期開業 関西電力 2015年8月15日閲覧
28. ↑  阪急バスホームページ　大阪～富山線時刻表
29. ↑  アルピコ交通ホームページ　長野～大阪線時刻表
30. ↑  アルピコ交通ホームページ　松本～大阪線時刻表
31. ↑  阪急バスホームページ　大阪～松山・八幡浜線時刻表
32. ↑  阪急バスホームページ　大阪～高知線時刻表

### 利用状況
私鉄の1日平均利用客数
1. 1 2 3  北大阪急行 乗降客数

大阪府統計年鑑
1. ↑  大阪府統計年鑑（昭和62年） (PDF)
2. ↑  大阪府統計年鑑（昭和63年） (PDF)
3. ↑  大阪府統計年鑑（平成元年） (PDF)
4. ↑  大阪府統計年鑑（平成2年） (PDF)
5. ↑  大阪府統計年鑑（平成3年） (PDF)
6. 1 2  大阪府統計年鑑（平成4年） (PDF)
7. 1 2  大阪府統計年鑑（平成5年） (PDF)
8. 1 2  大阪府統計年鑑（平成6年） (PDF)
9. 1 2  大阪府統計年鑑（平成7年） (PDF)
10. 1 2  大阪府統計年鑑（平成8年） (PDF)
11. 1 2  大阪府統計年鑑（平成9年） (PDF)
12. 1 2  大阪府統計年鑑（平成10年） (PDF)
13. 1 2  大阪府統計年鑑（平成11年） (PDF)
14. 1 2  大阪府統計年鑑（平成12年） (PDF)
15. 1 2  大阪府統計年鑑（平成13年） (PDF)
16. 1 2  大阪府統計年鑑（平成14年） (PDF)
17. 1 2  大阪府統計年鑑（平成15年） (PDF)
18. 1 2  大阪府統計年鑑（平成16年） (PDF)
19. 1 2  大阪府統計年鑑（平成17年） (PDF)
20. 1 2  大阪府統計年鑑（平成18年） (PDF)
21. 1 2  大阪府統計年鑑（平成19年） (PDF)
22. 1 2  大阪府統計年鑑（平成20年） (PDF)
23. 1 2  大阪府統計年鑑（平成21年） (PDF)
24. 1 2  大阪府統計年鑑（平成22年） (PDF)
25. 1 2  大阪府統計年鑑（平成23年） (PDF)
26. 1 2  大阪府統計年鑑（平成24年） (PDF)
27. 1 2  大阪府統計年鑑（平成25年） (PDF)
28. 1 2  大阪府統計年鑑（平成26年） (PDF)
29. 1 2  大阪府統計年鑑（平成27年） (PDF)
30. 1 2  大阪府統計年鑑（平成28年） (PDF)
31. 1 2  大阪府統計年鑑（平成29年） (PDF)
32. 1 2  大阪府統計年鑑（平成30年） (PDF)
33. 1 2  大阪府統計年鑑（令和元年） (PDF)
34. 1 2  大阪府統計年鑑（令和2年） (PDF)
35. 1 2  大阪府統計年鑑（令和3年） (PDF)
36. 1 2  大阪府統計年鑑（令和4年） (PDF)
37. 1 2  大阪府統計年鑑（令和5年） (PDF)
38. 1 2  大阪府統計年鑑（令和6年） (PDF)